# ヴィッテルスバッハ級戦艦
| ヴィッテルスバッハ級戦艦         | ヴィッテルスバッハ級戦艦 |
| -------------------------------- | --- |
| 竣工当時の「ヴィッテルスバッハ」 | |
| 艦級概観                         | |
| 艦種                             | 戦艦 |
| 艦名                             | 都市名 |
| 前級                             | カイザー・フリードリヒ3世級 |
| 次級                             | ブラウンシュヴァイク級 |
| 性能諸元                         | |
| 排水量                           | 常備：11,774 トン 満載：12,798 トン |
| 全長                             | 126.7m |
| 水線長                           | 125.2m |
| 全幅                             | 20.7m |
| 吃水                             | 8.0m |
| 機関                             | 海軍式石炭専焼水管缶12基 +三段膨張式三気筒レシプロ機関3基3軸推進 |
| 最大出力                         | 14,000hp |
| 最大速力                         | 18.0ノット |
| 航続距離                         | 10ノット/5,850海里 |
| 燃料                             | 石炭：650トン（常備）、1,800トン（満載） （1908年に重油：196トン追加） |
| 乗員                             | 683名 |
| 兵装                             | クルップ SKC/40 24cm（40口径）連装砲2基 クルップ SK L/40 15cm（40口径）単装速射砲18基 クルップ SKC/13 8.8cm（30口径）単装速射砲12基 37mm単装機砲12基 45cm水中魚雷発射管単装6基 |
| 装甲                             | 舷側：225mm（水線最厚部）、100mm（艦首部） 主甲板：50.8mm（平坦部）、75mm（傾斜部） 主砲塔：250mm（前盾）、50mm（天蓋） 主砲バーベット部：250mm 副砲塔：150mm（最厚部） 副砲ケースメイト部：140mm 前部司令塔：300mm（前盾）、30.5mm（天蓋） 後部司令塔：140mm（側盾）、30.5mm（天蓋） |

ヴィッテルスバッハ級戦艦（Wittelsbach - Klasse）は、ドイツ帝国海軍の前弩級戦艦の艦級である。本級は第一次世界大戦前に5隻が建造された。

## 概要
本級はアルフレート・フォン・ティルピッツ提督が推し進めた1898年の艦隊法の下、最初に建造された戦艦であった。1899年から1900年の間に5隻が建造され、1904年までに全艦が就役した。本級は前級のカイザー・フリードリヒ3世級戦艦に酷似していたが、甲板は艦尾部分が低くなっていたカイザー・フリードリヒ3世級とは異なって水平であり、装甲帯は拡大されていた。

## 艦形

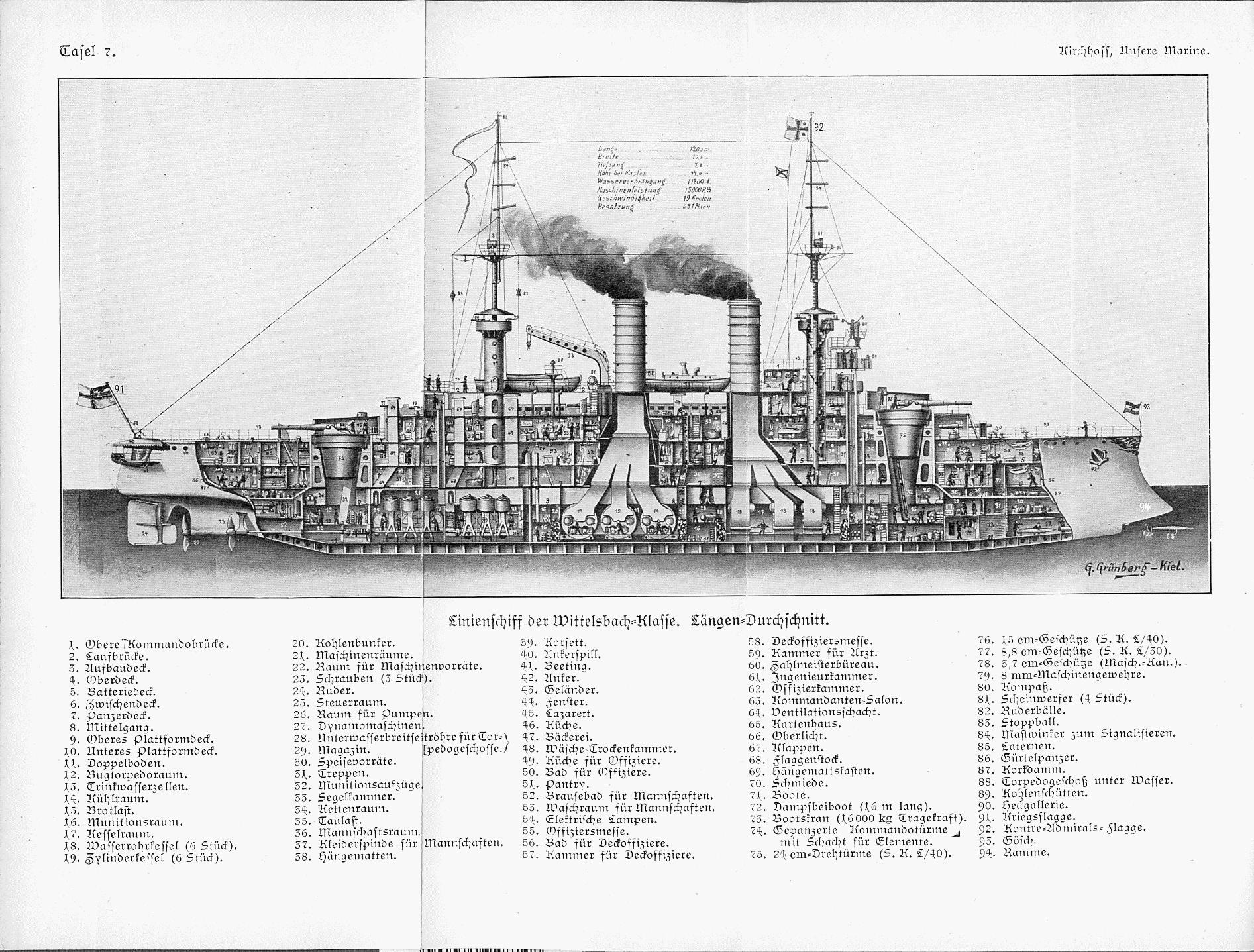
本級を首尾線方向から断面した艦内図。主砲塔は旋回機構の内部に揚弾機を内蔵した新型へと更新された。

本級の船体形状は波の穏やかなバルト海での運用が主であるため、海防戦艦的な水面から乾舷までが低い平甲板型船体を採用した。水面下に衝角（ラム）の付いた艦首から艦首甲板上に24cm砲を収めた連装砲塔1基の基部から上部構造物が始まり、その上に司令塔を組み込んだ操舵艦橋を基部と前部ミリタリー・マストが立つ。船体中央部に等間隔に立つ2本煙突の周囲は艦載艇置き場となっており、煙突の間に片舷1本ずつのグース・ネック（鴨の首）型クレーン計2基により運用された。2番煙突の背後に後部ミリタリー・マストと後部司令塔が1基ずつ立った所で上部構造物が終了して、後部甲板上に2番主砲塔が後向きに1基を配置した。
副砲の15cm単装砲は砲郭（ケースメイト）配置で上部構造物の1番主砲塔基部に片舷2基、舷側甲板上に砲塔形式で背中合わせに2基、舷側に5基ずつの片舷9基で計18基を配置した。この武装配置により艦首方向に最大で24cm砲2門・15cm砲6門、舷側方向に最大で24cm砲4門・15cm砲9門、艦尾方向に最大で24cm砲2門・15cm砲4門が指向できる計算であった。

## 武装

### 主砲
本級の主砲には前級に引き続き「クルップ 1898年型 DRH LC/98 24cm（40口径）砲」を採用した。その性能は重量140kgの砲弾を最大仰角30度で16,900mまで届かせることが出来るこの砲を前級と同じく連装砲塔に収めた。この主砲塔は自由装填方式を採用しており、どの角度からでも装填が出来た。主砲身の俯仰・砲塔の旋回は主に電力と水圧で行われ、揚弾薬機は電動式である。補助に人力を必要とした。砲身の俯仰能力は仰角30度・俯角5度である。各砲塔の旋回角度は船体首尾線方向を0度として左右150度の旋回角度を持つ。装填形式は仰角5度の固定角度装填で発射速度は毎分1.2発であった。この砲を新設計の連装式砲塔に収めた。前級において主砲塔バーベットの背後に弾薬庫から砲弾を輸送する揚弾機の装甲塔が別個となっていたが、前級の後期3隻から旋回機構内部に揚弾機構造を内蔵したDRH LC/98型砲塔へと更新されていた。これにより主砲弾は弾薬庫より一気に装填機構まで持ち上げられてそのまま装填できた。

### その他の備砲・水雷兵装
本級の副砲には「クルップ 1898年型 SK L/40 15cm（40口径）速射砲」を採用した。その性能は重量45.3kgの砲弾を最大仰角20度で射距離13,700mまで届かせる事ができる性能であった。発射速度は毎分4～5発、仰角20度・俯角7度であった。旋回角度は艦上の単装砲塔は舷側方向を0度として左右150度、舷側ケースメイト配置は150度の旋回角が可能であった。
他に対水雷艇迎撃用にオチキス社製「オチキス 3.7cm（23口径）5連装ガトリング砲」を単装砲架で10基を艦上に装備した。その他に対艦攻撃用に45cm水中魚雷発射管を単装で艦首に並列で2基、舷側に片舷2基ずつ計6基装備した。

## 艦歴
第一次世界大戦中、本級はバルト海に配属され第IV戦隊を構成した。1917年までに本級は全艦が補助艦艇に変更された。ヴィッテルスバッハは1915年に座礁した後退役した。ヴェッティンはキールでバラック船となり、ツェーリンゲンは水雷訓練に使用された。シュヴァーベンは掃海艇母艦となった。メクレンブルクは囚人船として使用された。ツェーリンゲンを除く全艦が1920年から21年の間にスクラップとして売却され、ツェーリンゲンのみが1944年までドイツ海軍で標的艦として使用された。

## 同型艦
- ヴィッテルスバッハ（ドイツ語版） Wittelsbach
- ヴェッティン（ドイツ語版） Wettin
- ツェーリンゲン（ドイツ語版） Zähringen
- シュヴァーベン（ドイツ語版） Schwaben
- メクレンブルク（ドイツ語版） Mecklenburg